# The Chain Gang of 1974
The Chain Gang of 1974 är ett indietronicaband från Denver, Colorado, USA som startades 2010 av Kamtin Karimi Mohager. År 2011 skrev bandet kontrakt med Modern Art Records.

## Turnerande medlemmar
- Adam Halferty – trummor, basgitarr (2008, 2011)
- Brandon Anamier – trummor (2008–2013)
- Justin Renaud – gitarr (2010–2011, 2016)
- Tyler Venter – basgitarr (2010–2011)
- Michael Spear – basgitarr (2011)
- Jeff Appruzzese – basgitarr (2011)
- Xander Singh – basgitarr (2011)
- Rob Pera – gitarr, basgitarr (2011–2012)
- Jacob Bond – gitarr (2011–2014)
- Sam Tiger – basgitarr (2012–2014)
- Luc Laurent – trummor (2013–2014)
- Eric Halvorsen – basgitarr (2016–2017)
- Mike Robinson – trummor (2016–2017)
- Troupe Gammage – gitarr (2017)

## Diskografi
Album
- White Guts (27 april 2010)
- Wayward Fire (21 juni 2011)
- Daydream Forever (4 februari 2014)
- Daytrotter Presents No. 39 (juli 2015, delad album med Sir Sly)
- Felt (23 juni 2017)

Låtar i media
- "Make My Body" i Scream 4 (2011)
- "Hold On" i FIFA 12 (2011)
- "Devil Is a Lady" i FIFA Street 4 (2012) och MLB 12: The Show (2012)
- "Undercover" i FIFA Street 4 (2012)
- "Sleepwalking" i Grand Theft Auto V-trailer (2013)
- "Miko" i FIFA 14 (2013)
- "You" i Real World: Ex-Plosion (2014)